# Pelíšky
Pelíšky (ung. "Lyor") är en tjeckisk dramakomedifilm från 1999 i regi av Jan Hřebejk, med Michael Beran, Kristýna Nováková, Jiří Kodet, Miroslav Donutil, Emília Vášáryová och Simona Stašová i huvudrollerna. Den handlar om två familjer som bor i samma hus, och utspelar sig under julen 1967 och tiden som leder fram till Warszawapaktens invasion av Tjeckoslovakien i augusti 1968. Förlaga är romanen Hovno hoří av Petr Šabach.
Filmen fick Fipresci-priset vid filmfestivalen i Karlovy Vary. Kodet fick Tjeckiska lejonet för bästa manliga huvudroll. Filmen hade över en miljon biobesökare i Tjeckien.

## Medverkande
- Michael Beran som Michal
- Kristýna Nováková som Jindřiška
- Jiří Kodet som herr Kraus
- Miroslav Donutil som herr Šebek
- Emília Vášáryová som fru Krausová
- Simona Stašová som fru Šebková
- Eva Holubová som lärarinnan Eva
- Boleslav Polívka som farbror Václav
- Jaroslav Dušek som Saša Mašlaň
- Stella Zázvorková som farmor
- Jiří Krejčík som doktor Stárek
- Ondřej Brousek som Elien
- Sylvie Koblížková som Uzlinka